# Anwar El Ghazi
Anwar El Ghazi, född 3 maj 1995 i Barendrecht, är en nederländsk fotbollsspelare.

## Karriär
I januari 2017 värvades El Ghazi av franska Lille. Den 22 augusti 2018 lånades han ut till Aston Villa på ett låneavtal över säsongen 2018/2019. Den 10 juni 2019 skrev El Ghazi på ett fyraårskontrakt med Aston Villa. Den 13 januari 2022 lånades han ut till Everton på ett låneavtal över resten av säsongen 2021/2022.
Den 31 augusti 2022 värvades El Ghazi av PSV Eindhoven, där han skrev på ett treårskontrakt.
Den 22 september 2023 skrev El Ghazi på ett tvåårskontrakt med Bundesliga-klubben Mainz 05. Den 17 oktober 2023 blev han avstängd av klubben efter att uttryckt sitt stöd för Palestina i ett inlägg på sociala medier. Den 3 november 2023 blev El Ghazi avskedad av Mainz 05.